# Vanvadi (Sadashivgad)
Vanvadi (Sadashivgad) là một thị trấn thống kê (census town) của quận Satara thuộc bang Maharashtra, Ấn Độ.

## Nhân khẩu
Theo điều tra dân số năm 2001 của Ấn Độ, Vanvadi (Sadashivgad) có dân số 3944 người. Phái nam chiếm 52% tổng số dân và phái nữ chiếm 48%. Vanvadi (Sadashivgad) có tỷ lệ 79% biết đọc biết viết, cao hơn tỷ lệ trung bình toàn quốc là 59,5%: tỷ lệ cho phái nam là 83%, và tỷ lệ cho phái nữ là 75%. Tại Vanvadi (Sadashivgad), 11% dân số nhỏ hơn 6 tuổi.